# Іван Некич
Іван Некич (хорв. Ivan Nekić, нар. 24 грудня 2000, Задар, Хорватія) — хорватський футболіст, центральний захисник німецького клубу «Гольштайн».

## Ігрова кар'єра

### Клубна
Іван Некич почав займатися футболом в академії хорватського клубу «Задар» зі свого рідного міста Задар. На професійному рівні футболіст дебютував в складі «Інтера» (Запрешич), коли 20 серпня 2017 року вийшов на поле у матчі чемпіонату Хорватії проти «Осієка».
Сезон 2022/23 футболіст провів в клубі Першої ліги Польщі «Сандеція». Через рік Некич повернувся до Хорватії, де як вільний агент приєднався до клубу «Вараждин».
В зимове трансферне вікно сезону 2024/25 Некич перейшов до німецького клубу «Гольштайн», з яким за результатами сезону вилетів з вищого дивізіону Німеччини до Другої Бундесліги.

### Збірна
Влітку 2017 року в складі юнацької збірної Хорватії (U-17) Іван Некич брав участь у домашньому юнацькому чемпіонаті Європи, де зіграв у двох матчах.